# Cmentarz żydowski w Czarnem
Cmentarz żydowski w Czarnem – dawny cmentarz żydowski w miejscowości Czarne. Został założony w połowie XVIII wieku. Wskutek dewastacji z okresu III Rzeszy nie zachowały się żadne nagrobki. Ostatni odnotowany pochówek miał miejsce w 1940 roku. 
Położony był przy ulicy Złotej z wejściem od strony ulicy Lipowej. Po wojnie został po nim jedynie mur o wysokości ok. 2 m z czerwonej cegły klinkierowej. Ostatecznie rozebrany w latach dziewięćdziesiątych XX wieku.